# Guus Hiddink
Guus Hiddink (Varsseveld, 8 novembre 1946) è un ex calciatore, allenatore di calcio e dirigente sportivo olandese, di ruolo centrocampista.

## Carriera

### Calciatore
Ha iniziato con il club dilettantistico SC Varsseveld, per poi firmare con gli olandesi del De Graafschap nel 1967. In questa squadra Hiddink ha trascorso la maggior parte della sua carriera da calciatore prima di trasferirsi al PSV nel 1970. Dopo un anno ha fatto ritorno al De Graafschap, dove ha giocato fino al 1976.
Giocò anche nella North American Soccer League tra le file dei Washington Diplomats e dei San Jose Earthquakes, quindi è ritornato in patria, al NEC Nijmegen. Nel 1981 si è accasato nuovamente al De Graafschap, dove ha giocato per un anno prima del ritiro. Durante la sua carriera giocava da centrocampista, senza tuttavia segnalarsi per una particolare abilità tecnica.

### Allenatore
Ricoprì il ruolo di vice-allenatore nel De Graafschap dal 1º luglio 1981 al 30 giugno 1982.
Dal 1º luglio 1982 al 30 giugno 1986 è stato vice-allenatore di Jan Reker al PSV. Il 16 marzo 1987 diventa allenatore del club biancorosso. Nel 1988 guidò la squadra alla conquista della prima, e finora unica, Coppa dei Campioni della sua storia, sancendo l'entrata del club tra i grandi dei Paesi Bassi insieme ai rivali storici dell'Ajax e del Feyenoord. Con il PSV vinse anche tre titoli di Eredivisie tra il 1987 e il 1990, lasciando poi la squadra il 30 giugno 1990.
Il 1º luglio 1990 allenò per un breve periodo il club turco del Fenerbahçe: fu esonerato il 30 giugno 1991.
Il 1º luglio 1991 passò quindi agli spagnoli del Valencia, dove si mise in luce anche, e soprattutto, per avere chiesto, nel 1992, di rimuovere dagli spalti una bandiera con la svastica (non proibita in Spagna), minacciando, in caso contrario, il ritiro della squadra pur a rischio di perdere la partita a tavolino.
Il suo stile di gioco offensivista fece subito colpo sulla squadra del Valencia e sul resto della Liga; lasciò il club il 30 novembre 1993, per poi ritornarci dal 26 marzo al 30 giugno 1994.
Il 1º gennaio 1995 arrivò a guidare la nazionale olandese, lasciandola il 12 luglio, dopo il quarto posto ottenuto ai Mondiali del 1998. Il 15 luglio 1998 cominciò l'esperienza alla guida del Real Madrid, con cui perse la Supercoppa Europea contro il Chelsea nell'estate dello stesso anno, andando poi a vincere la Coppa Intercontinentale nel mese di dicembre. Lascia I galattici il 23 febbraio 1999. Nell'annata successiva fu per quasi tutto il tempo inattivo, ma il 1º febbraio 2000 ebbe una breve esperienza al Betis, conclusa però con la retrocessione del club, e lasciò il club il 31 maggio dello stesso anno.
Chiamato ad allenare la Corea del Sud il 1º gennaio 2001, raggiunse il punto più alto nella sua carriera di allenatore al Campionato mondiale di calcio 2002, quando guidò gli asiatici ad uno storico quarto posto finale. Nella cavalcata sudcoreana si ricordano le eliminazioni di squadre molto più blasonate come il Portogallo (primo turno), l'Italia (ottavi di finale) e la Spagna (quarti di finale). Tali vittorie sono state contestate in quanto influenzate da decisioni controverse dei direttori di gara. In Corea del Sud divenne una sorta di eroe nazionale, tanto che la federazione sudcoreana gli dedicò lo stadio di Gwangju, che oggi si chiama Guus Hiddink Stadium, dopo la vittoria contro la Spagna. il 30 giugno 2002 lascia i coreani dopo il Mondiali del 2002 dove raggiunge il quarto posto.
Il 1º luglio 2002 ritornò ad allenare il PSV, in patria. Al primo anno vinse subito il campionato, mentre nella stagione seguente ottenne un buon secondo posto dietro all'Ajax. Nella stagione 2004-2005 raggiunse nuovamente i vertici del calcio europeo, raggiungendo la semifinale della Champions League, dove uscì sconfitto nel doppio confronto contro il Milan soltanto per la regola del goal in trasferta. Nel 2005-2006, con il PSV, vinse il terzo campionato di Eredivisie in quattro anni e fu eliminato dal Lione agli ottavi di finale di Champions. Lascia il club il 30 giugno 2006.
Nel frattempo, il 22 luglio 2005, era diventato il selezionatore dell'Australia, dividendosi tra i due ruoli al PSV Eindhoven e con i Socceroos.
I due spareggi contro l'Uruguay, quinta classificata nelle qualificazioni CONMEBOL, tenuti a Montevideo il 12 novembre 2005 e a Sydney il 16 novembre finirono entrambi 1-0 per la squadra di casa. Essendo il punteggio totale di 1-1, furono giocati i tempi supplementari; nessuna squadra segnò durante i tempi supplementari e quindi si andò ai rigori, in cui gli australiani ebbero la meglio (con il risultato di 4-2), qualificandosi al campionato del mondo 2006, anche per merito del portiere Mark Schwarzer, che riuscì a parare due rigori. La vittoria fu accolta da scene di gioia in tutto il paese per una qualificazione ad un Mondiale attesa 32 anni.
Nella rassegna tedesca la compagine di Hiddink si classificò seconda nel girone vinto dal Brasile, qualificandosi così agli ottavi di finale. Qui fu eliminata dall'Italia, vittoriosa per 1-0 grazie ad un rigore conquistato oltre il novantesimo minuto da Fabio Grosso e segnato da Francesco Totti. La performance della Nazionale australiana al Mondiale resta comunque molto soddisfacente, se si considera che era alla sua seconda partecipazione in una competizione di questo tipo. Come già previsto da tempo, il 30 luglio lasciò la panchina degli australiani al termine della rassegna mondiale.
Il 30 agosto 2006 assunse la guida tecnica della Russia, secondo un accordo concluso il 14 aprile 2006, prima del Campionato mondiale di calcio 2006.
Nonostante nei gironi di qualificazione per Euro 2008 fosse nello stesso girone di squadre più blasonate come Croazia e Inghilterra, i russi si qualificano a sorpresa arrivando secondi dietro ai croati. Durante la fase finale del torneo, nonostante un brutto esordio perso 4-1 con la Spagna, si impose sui campioni in carica della Grecia (2-1) e vinse l'ultimo scontro decisivo contro la più quotata Svezia (2-0). Riuscì poi nell'impresa di qualificare la Russia alle semifinali vincendo ai quarti 3-1 (dopo i supplementari) contro i "suoi" Paesi Bassi con gol di Pavljučenko, Torbinskij e Aršavin. La Russia fu poi sconfitta in semifinale dalla Spagna, futura vincitrice del torneo, per 3-0.
Nonostante le ottime prestazioni offerte agli Europei la Russia di Hiddink viene sorprendentemente eliminata dalla Slovenia agli spareggi delle qualificazioni ai Mondiali del 2010, dopo aver concluso il girone dietro alla Germania: pur forti della vittoria per 2-1 ottenuta a Mosca i russi falliscono la qualificazione alla Coppa del Mondo sudafricana perdendo 1-0 a Maribor. Lascia l'incarico il 30 giugno 2010.
L'11 febbraio 2009 il Chelsea, squadra della Premier League inglese, annuncia di aver messo Hiddink sotto contratto come allenatore fino al termine della stagione.
Durante la breve esperienza londinese ha fatto vincere ai Blues la FA Cup battendo in finale l'Everton 2-1 il 30 maggio 2009, mentre a livello europeo il Chelsea è arrivato alle semifinali della Champions League, eliminato dal Barcellona, futuro vincitore. Il 30 giugno 2009 si dimise, rimanendo nella squadra londinese come consulente.
Il 17 febbraio 2010 viene annunciato il suo ingaggio come allenatore della Turchia dal successivo mese di agosto, con un contratto fino al 2012 ed un'opzione per altri due anni.
L'11 ottobre 2011 si piazza al secondo posto nel girone con 17 punti dietro alla Germania grazie all'ultima partita del Girone A di qualificazione vinta contro l'Azerbaigian per 1-0. I biancorossi sono così costretti a dover affrontare ancora i play-off per poter accedere alla fase finale di Euro 2012; tuttavia, negli spareggi, giocati contro la Croazia, la sua squadra perde per 3-0 ad Istanbul all'andata, per poi pareggiare 0-0 al ritorno e, pertanto, non si qualifica. Il 16 novembre 2011, per effetto di questi risultati, si dimette dall'incarico.
Il 17 febbraio 2012 viene ingaggiato come allenatore e vicepresidente dell'Anži. In campionato si piazza 8º ma si qualifica all'Europa League grazie al 5º posto nella poule campionato. Il 15 maggio seguente prolunga il proprio contratto fino al 30 giugno 2013 con un ingaggio da 8,3 milioni di euro.
Nel 2012-2013 si piazza 3º in campionato, in Europa League arriva fino agli ottavi di finale venendo eliminato dal Newcastle Utd e il 1º giugno 2013 perde la finale della Coppa di Russia ai rigori contro il CSKA Mosca. Il 22 luglio seguente si dimette affermando di aver lasciato il club perché può crescere senza il suo aiuto. Il club dimostra che Hiddink forse si sbagliava: nella stagione successiva i gialloverdi retrocedono grazie all'ultimo posto ottenuto.
Il 7 febbraio 2014 torna al PSV come consulente di mister Phillip Cocu.
Dopo il Mondiale 2014 ha preso il posto di Louis van Gaal come allenatore della Nazionale olandese, scegliendo Ruud van Nistelrooij e Danny Blind come assistenti.
Il 29 giugno 2015 il tecnico decide di dimettersi dalla guida degli Oranje. Durante il suo periodo da commissario tecnico dell'Olanda, Hiddink ha guidato la nazionale olandese in 6 partite del girone di qualificazione per l'Europeo 2016, ottenendo solo 10 punti che costringevano gli olandesi al terzo posto, dietro alla Rep. Ceca e all'Islanda con conseguenti spareggi; lo sostituisce il suo assistente Blind.
Il 19 dicembre 2015 torna sulla panchina del Chelsea, a distanza di quasi sette anni dall'ultima volta, richiamato dal presidente Roman Abramovich per sostituire l'esonerato José Mourinho. Prende la guida della squadra con quest'ultima al 16º posto in classifica con 15 punti, a +1 sulla zona retrocessione, e la porta fino in 10ª posizione con 50 punti, venendo eliminato ai quarti di finale di FA Cup dall'Everton e agli ottavi di finale di Champions League dal Paris Saint-Germain. Il 4 aprile 2016 il Chelsea annuncia l'ingaggio di Antonio Conte come allenatore per la stagione successiva, sancendo quindi la fine del rapporto con Hiddink.
Il 10 settembre 2018 si accorda con la federcalcio cinese, che gli affida la panchina della nazionale Under-21 e olimpionica. Il 20 settembre 2019 dopo una serie di prestazioni poco entusiasmanti, non ultimo la sconfitta per 2-0 contro il Vietnam Under-21 in un'amichevole in casa, viene esonerato.
Il 20 dicembre fa ritorno al PSV come consulente con l’avvicendamento in panchina tra Mark van Bommel e Ernest Faber.
Il 21 agosto 2020 viene annunciato come nuovo Commissario tecnico e DT della Nazionale di Curaçao in vista delle qualificazioni ai Mondiali 2022 firmando perciò un contratto biennale. Nel maggio del 2021 viene colpito dal COVID-19 ed è costretto a rinunciare alle partite di qualificazione di giugno venendo sostituito momentaneamente dal connazionale Patrick Kluivert. Con Kluivert in panchina la squadra esce sconfitta dal doppio confronto contro la Nazionale di Panama fallendo così l'accesso al terzo e ultimo turno di qualificazione. Lascia quindi definitivamente entrambi i ruoli di CT e DT il 9 settembre 2021. Contestualmente annuncia anche il suo ritiro da allenatore all’età di 74 anni e con più di 750 panchine e 14 titoli vinti.
Tuttavia solo per la partita del 22 settembre 2022 contro la Nuova Zelanda è chiamato a fare da assistente al CT della nazionale australiana Graham Arnold sostituendo Rene Meulensteen .

## Statistiche

### Club
| Stagione        | Squadra         | Campionato      | Campionato | Campionato | Campionato | Campionato | Coppe nazionali | Coppe nazionali | Coppe nazionali | Coppe nazionali | Coppe nazionali | Coppe continentali | Coppe continentali | Coppe continentali | Coppe continentali | Coppe continentali | Altre coppe | Altre coppe | Altre coppe | Altre coppe | Altre coppe | Totale | Totale | Totale | Totale | Vittorie % | Piazzamento |
| Stagione        | Squadra         | Comp            | G          | V          | N          | P          | Comp            | G               | V               | N               | P               | Comp               | G                  | V                  | N                  | P                  | Comp        | G           | V           | N           | P           | G      | V      | N      | P      | %          | Piazzamento |
| --------------- | --------------- | --------------- | ---------- | ---------- | ---------- | ---------- | --------------- | --------------- | --------------- | --------------- | --------------- | ------------------ | ------------------ | ------------------ | ------------------ | ------------------ | ----------- | ----------- | ----------- | ----------- | ----------- | ------ | ------ | ------ | ------ | ---------- | ----------- |
| mar.-giu. 1987  | PSV             | ED              | 12         | 9          | 2          | 1          | CO              | -               | -               | -               | -               | CC                 | -                  | -                  | -                  | -                  | -           | -           | -           | -           | -           | 12     | 9      | 2      | 1      | 75,00      | Sub. 1º     |
| 1987-1988       | PSV             | ED              | 34         | 27         | 5          | 2          | CO              | 6               | 6               | 0               | 0               | CC                 | 9                  | 3                  | 5                  | 1                  | -           | -           | -           | -           | -           | 49     | 36     | 10     | 3      | 73,47      | 1º          |
| 1988-1989       | PSV             | ED              | 34         | 24         | 5          | 5          | CO              | 6               | 6               | 0               | 0               | CC                 | 4                  | 1                  | 1                  | 2                  | SU+CInt     | 2+1         | 1+0         | 0+0         | 1+1         | 47     | 32     | 6      | 9      | 68,08      | 1º          |
| 1989-1990       | PSV             | ED              | 34         | 20         | 8          | 6          | CO              | 5               | 4               | 1               | 0               | CC                 | 6                  | 3                  | 0                  | 3                  | -           | -           | -           | -           | -           | 45     | 27     | 9      | 9      | 60,00      | 2º          |
| 1990-1991       | Fenerbahçe      | T1              | 30         | 12         | 8          | 10         | TK              | 3               | 1               | 1               | 1               | CU                 | 4                  | 2                  | 0                  | 2                  | -           | -           | -           | -           | -           | 37     | 15     | 9      | 13     | 40,54      | 5º          |
| 1991-1992       | Valencia        | PD              | 38         | 20         | 7          | 11         | CR              | 8               | 5               | 0               | 3               | -                  | -                  | -                  | -                  | -                  | -           | -           | -           | -           | -           | 46     | 25     | 7      | 14     | 54,35      | 4º          |
| 1992-1993       | Valencia        | PD              | 38         | 19         | 9          | 10         | CR              | 6               | 3               | 1               | 2               | CU                 | 2                  | 0                  | 0                  | 2                  | -           | -           | -           | -           | -           | 46     | 22     | 10     | 14     | 47,83      | 4º          |
| 1993-feb. 1994  | Valencia        | PD              | 22         | 10         | 7          | 5          | CR              | -               | -               | -               | -               | CU                 | 4                  | 2                  | 1                  | 1                  | -           | -           | -           | -           | -           | 26     | 12     | 8      | 6      | 46,15      | Eson.       |
| Totale Valencia | Totale Valencia | Totale Valencia | 98         | 49         | 23         | 26         |                 | 14              | 8               | 1               | 5               |                    | 6                  | 2                  | 1                  | 3                  |             | -           | -           | -           | -           | 118    | 59     | 25     | 34     | 50,00      |             |
| 1998-feb. 1999  | Real Madrid     | PD              | 23         | 11         | 4          | 8          | CR              | 4               | 4               | 0               | 0               | UCL                | 6                  | 4                  | 0                  | 2                  | SU+CInt     | 1+1         | 0+1         | 0+0         | 1+0         | 35     | 20     | 4      | 11     | 57,14      | Eson.       |
| feb.-giu. 2000  | Betis           | PD              | 16         | 3          | 6          | 7          | CR              | -               | -               | -               | -               | -                  | -                  | -                  | -                  | -                  | -           | -           | -           | -           | -           | 16     | 3      | 6      | 7      | 18,75      | Sub. 18º    |
| 2002-2003       | PSV             | ED              | 34         | 26         | 6          | 2          | CO              | 3               | 2               | 0               | 1               | UCL                | 6                  | 1                  | 3                  | 2                  | SO          | 1           | 0           | 0           | 1           | 44     | 29     | 9      | 6      | 65,91      | 1º          |
| 2003-2004       | PSV             | ED              | 34         | 23         | 5          | 6          | CO              | 2               | 1               | 0               | 1               | UCL+CU             | 6+6                | 3+2                | 1+3                | 2+1                | SO          | 1           | 1           | 0           | 0           | 49     | 36     | 10     | 3      | 73,47      | 2º          |
| 2004-2005       | PSV             | ED              | 34         | 27         | 6          | 1          | CO              | 4               | 3               | 1               | 0               | UCL                | 14                 | 7                  | 3                  | 4                  | -           | -           | -           | -           | -           | 52     | 37     | 10     | 5      | 71,15      | 1º          |
| 2005-2006       | PSV             | ED              | 34         | 26         | 6          | 2          | CO              | 4               | 3               | 0               | 1               | UCL                | 8                  | 3                  | 1                  | 4                  | SO          | 1           | 0           | 0           | 1           | 47     | 32     | 7      | 8      | 68,08      | 1º          |
| Totale PSV      | Totale PSV      | Totale PSV      | 250        | 182        | 43         | 25         |                 | 30              | 25              | 2               | 3               |                    | 59                 | 23                 | 17                 | 19                 |             | 6           | 2           | 0           | 4           | 345    | 238    | 63     | 44     | 68,99      |             |
| feb.-giu. 2009  | Chelsea         | PL              | 13         | 11         | 1          | 1          | FACup+CdL       | 4+0             | 4               | 0               | 0               | UCL                | 6                  | 2                  | 4                  | 0                  | -           | -           | -           | -           | -           | 23     | 17     | 5      | 1      | 73,91      | Sub. 3º     |
| feb.-giu. 2012  | Anži            | PL              | 12         | 5          | 3          | 4          | KR              | -               | -               | -               | -               | -                  | -                  | -                  | -                  | -                  | -           | -           | -           | -           | -           | 12     | 5      | 3      | 4      | 69,69      | Sub. 5º     |
| 2012-2013       | Anži            | PL              | 30         | 15         | 8          | 7          | KR              | 5               | 3               | 2               | 0               | UEL                | 16                 | 10                 | 3                  | 3                  | -           | -           | -           | -           | -           | 51     | 28     | 13     | 10     | 54,90      | 3º          |
| Totale Anži     | Totale Anži     | Totale Anži     | 42         | 20         | 11         | 11         |                 | 5               | 3               | 2               | 0               |                    | 16                 | 10                 | 3                  | 3                  |             | -           | -           | -           | -           | 63     | 33     | 16     | 14     | 52,38      |             |
| dic. 2015-2016  | Chelsea         | PL              | 18         | 7          | 9          | 2          | FACup+CdL       | 4+0             | 3               | 0               | 1               | UCL                | 2                  | 0                  | 0                  | 2                  | -           | -           | -           | -           | -           | 24     | 10     | 9      | 5      | 41,67      | Sub. 10º    |
| Totale Chelsea  | Totale Chelsea  | Totale Chelsea  | 31         | 18         | 10         | 3          |                 | 8               | 7               | 0               | 1               |                    | 8                  | 2                  | 4                  | 2                  |             | -           | -           | -           | -           | 47     | 27     | 14     | 6      | 57,45      |             |
| Totale carriera | Totale carriera | Totale carriera | 481        | 291        | 102        | 88         |                 | 62              | 47              | 6               | 9               |                    | 99                 | 43                 | 25                 | 31                 |             | 8           | 3           | 0           | 5           | 649    | 390    | 134    | 125    | 60,09      |             |

### Nazionale
| Squadra     | Naz                    | dal             | al             | Record | Record | Record | Record     | Record | Record | Record | Record |
| G           | V                      | N               | P              | GF     | GS     | DR     | % Vittorie |        |        |        |        |
| ----------- | ---------------------- | --------------- | -------------- | ------ | ------ | ------ | ---------- | ------ | ------ | ------ | ------ |
| Paesi Bassi | Paesi Bassi (bandiera) | 1º gennaio 1995 | 31 luglio 1998 | 38     | 22     | 6      | 10         | 86     | 37     | +49    | 57,89  |

#### Panchine da commissario tecnico della nazionale olandese
| Cronologia completa delle presenze e delle reti in nazionale ― Paesi Bassi | Cronologia completa delle presenze e delle reti in nazionale ― Paesi Bassi | Cronologia completa delle presenze e delle reti in nazionale ― Paesi Bassi | Cronologia completa delle presenze e delle reti in nazionale ― Paesi Bassi | Cronologia completa delle presenze e delle reti in nazionale ― Paesi Bassi | Cronologia completa delle presenze e delle reti in nazionale ― Paesi Bassi | Cronologia completa delle presenze e delle reti in nazionale ― Paesi Bassi     | Cronologia completa delle presenze e delle reti in nazionale ― Paesi Bassi |
| Data                                                                       | Città                                                                      | In casa                                                                    | Risultato                                                                  | Ospiti                                                                     | Competizione                                                               | Reti                                                                           | Note                                                                       |
| -------------------------------------------------------------------------- | -------------------------------------------------------------------------- | -------------------------------------------------------------------------- | -------------------------------------------------------------------------- | -------------------------------------------------------------------------- | -------------------------------------------------------------------------- | ------------------------------------------------------------------------------ | -------------------------------------------------------------------------- |
| 18-1-1995                                                                  | Utrecht                                                                    | Paesi Bassi                                                                | 0 – 1                                                                      | Francia                                                                    | Amichevole                                                                 | -                                                                              | Cap: D.Blind                                                               |
| 22-2-1995                                                                  | Eindhoven                                                                  | Paesi Bassi                                                                | 0 – 1                                                                      | Portogallo                                                                 | Amichevole                                                                 | -                                                                              | Cap: W.Jonk                                                                |
| 29-3-1995                                                                  | Rotterdam                                                                  | Paesi Bassi                                                                | 4 – 0                                                                      | Malta                                                                      | Qual. Euro 1996                                                            | Clarence Seedorf Dennis Bergkamp Aron Winter Patrick Kluivert                  | Cap: D.Blind                                                               |
| 26-4-1995                                                                  | Praga                                                                      | Rep. Ceca                                                                  | 3 – 1                                                                      | Paesi Bassi                                                                | Qual. Euro 1996                                                            | Wim Jonk                                                                       | Cap: D.Blind                                                               |
| 7-6-1995                                                                   | Barysaŭ                                                                    | Bielorussia                                                                | 1 – 0                                                                      | Paesi Bassi                                                                | Qual. Euro 1996                                                            | -                                                                              | Cap: D.Blind                                                               |
| 6-9-1995                                                                   | Rotterdam                                                                  | Paesi Bassi                                                                | 1 – 0                                                                      | Bielorussia                                                                | Qual. Euro 1996                                                            | Youri Mulder                                                                   | Cap: D.Blind                                                               |
| 11-10-1995                                                                 | Ta' Qali                                                                   | Malta                                                                      | 0 – 4                                                                      | Paesi Bassi                                                                | Qual. Euro 1996                                                            | 3 Marc Overmars Clarence Seedorf                                               | Cap: D.Blind                                                               |
| 15-11-1995                                                                 | Rotterdam                                                                  | Paesi Bassi                                                                | 3 – 0                                                                      | Norvegia                                                                   | Qual. Euro 1996                                                            | Clarence Seedorf Youri Mulder Marc Overmars                                    | Cap: D.Blind                                                               |
| 13-12-1995                                                                 | Liverpool                                                                  | Paesi Bassi                                                                | 2 – 0                                                                      | Irlanda                                                                    | Qual. Euro 1996                                                            | 2 Patrick Kluivert                                                             | Cap: D.Blind                                                               |
| 24-4-1996                                                                  | Rotterdam                                                                  | Paesi Bassi                                                                | 0 – 1                                                                      | Germania                                                                   | Amichevole                                                                 | -                                                                              | Cap: D.Blind                                                               |
| 29-5-1996                                                                  | Tilburg                                                                    | Paesi Bassi                                                                | 2 – 0                                                                      | Cina                                                                       | Amichevole                                                                 | Aron Winter Johan de Kock (rig.)                                               | Cap: D.Blind                                                               |
| 4-6-1996                                                                   | Rotterdam                                                                  | Paesi Bassi                                                                | 3 – 1                                                                      | Irlanda                                                                    | Amichevole                                                                 | Dennis Bergkamp Clarence Seedorf Phillip Cocu                                  | Cap: D.Blind                                                               |
| 10-6-1996                                                                  | Birmingham                                                                 | Paesi Bassi                                                                | 0 – 0                                                                      | Scozia                                                                     | Euro 1996 - 1º turno                                                       | -                                                                              | Cap: R.de Boer                                                             |
| 13-6-1996                                                                  | Birmingham                                                                 | Svizzera                                                                   | 0 – 2                                                                      | Paesi Bassi                                                                | Euro 1996 - 1º turno                                                       | Jordi Cruyff Dennis Bergkamp                                                   | Cap: D.Blind                                                               |
| 18-6-1996                                                                  | Londra                                                                     | Paesi Bassi                                                                | 1 – 4                                                                      | Inghilterra                                                                | Euro 1996 - 1º turno                                                       | Patrick Kluivert                                                               | Cap: D.Blind                                                               |
| 22-6-1996                                                                  | Liverpool                                                                  | Francia                                                                    | 0 – 0 dts (5 - 4 dtr)                                                      | Paesi Bassi                                                                | Euro 1996 - Quarti di Finale                                               | -                                                                              | Cap: D.Blind                                                               |
| 31-8-1996                                                                  | Amsterdam                                                                  | Paesi Bassi                                                                | 2 – 2                                                                      | Brasile                                                                    | Amichevole                                                                 | Ronald de Boer Jean-Paul van Gastel (rig.)                                     | Cap: F.de Boer                                                             |
| 5-10-1996                                                                  | Cardiff                                                                    | Galles                                                                     | 1 – 3                                                                      | Paesi Bassi                                                                | Qual. Mondiali 1998                                                        | 2 Pierre van Hooijdonk Ronald de Boer                                          | Cap: F.de Boer                                                             |
| 9-11-1996                                                                  | Eindhoven                                                                  | Paesi Bassi                                                                | 7 – 1                                                                      | Galles                                                                     | Qual. Mondiali 1998                                                        | 3 Dennis Bergkamp Ronald de Boer Wim Jonk Frank de Boer Phillip Cocu           | Cap: F.de Boer                                                             |
| 14-12-1996                                                                 | Bruxelles                                                                  | Belgio                                                                     | 0 – 3                                                                      | Paesi Bassi                                                                | Qual. Mondiali 1998                                                        | Dennis Bergkamp Clarence Seedorf Wim Jonk (rig.)                               | Cap: F.de Boer                                                             |
| 29-3-1997                                                                  | Amsterdam                                                                  | Paesi Bassi                                                                | 4 – 0                                                                      | San Marino                                                                 | Qual. Mondiali 1998                                                        | Patrick Kluivert 2 Frank de Boer Pierre van Hooijdonk                          | Cap: F.de Boer                                                             |
| 2-4-1997                                                                   | Bursa                                                                      | Turchia                                                                    | 1 – 0                                                                      | Paesi Bassi                                                                | Qual. Mondiali 1998                                                        | -                                                                              | Cap: F.de Boer                                                             |
| 30-4-1997                                                                  | Serravalle                                                                 | San Marino                                                                 | 0 – 6                                                                      | Paesi Bassi                                                                | Qual. Mondiali 1998                                                        | 2 Dennis Bergkamp Aron Winter Pierre van Hooijdonk Frank de Boer John Bosman   | Cap: F.de Boer                                                             |
| 4-6-1997                                                                   | Durban                                                                     | Sudafrica                                                                  | 0 – 2                                                                      | Paesi Bassi                                                                | Amichevole                                                                 | Giovanni van Bronckhorst Jean-Paul van Gastel                                  | Cap: A.Winter                                                              |
| 6-9-1997                                                                   | Rotterdam                                                                  | Paesi Bassi                                                                | 3 – 1                                                                      | Belgio                                                                     | Qual. Mondiali 1998                                                        | Jaap Stam Patrick Kluivert Dennis Bergkamp                                     | Cap: F.de Boer                                                             |
| 11-10-1997                                                                 | Amsterdam                                                                  | Paesi Bassi                                                                | 0 – 0                                                                      | Turchia                                                                    | Qual. Mondiali 1998                                                        | -                                                                              | Cap: F.de Boer                                                             |
| 21-2-1998                                                                  | Lauderhill                                                                 | Stati Uniti                                                                | 0 – 2                                                                      | Paesi Bassi                                                                | Amichevole                                                                 | Ronald de Boer Clarence Seedorf                                                | Cap: F.de Boer                                                             |
| 24-2-1998                                                                  | East Rutherford                                                            | Messico                                                                    | 2 – 3                                                                      | Paesi Bassi                                                                | Amichevole                                                                 | 2 Patrick Kluivert Wim Jonk                                                    | Cap: F.de Boer                                                             |
| 27-5-1998                                                                  | Arnhem                                                                     | Paesi Bassi                                                                | 0 – 0                                                                      | Camerun                                                                    | Amichevole                                                                 | -                                                                              | Cap: F.de Boer                                                             |
| 1-6-1998                                                                   | Eindhoven                                                                  | Paesi Bassi                                                                | 5 – 1                                                                      | Paraguay                                                                   | Amichevole                                                                 | 2 Marc Overmars Patrick Kluivert Frank de Boer Jimmy Floyd Hasselbaink         | Cap: F.de Boer                                                             |
| 5-6-1998                                                                   | Amsterdam                                                                  | Paesi Bassi                                                                | 5 – 1                                                                      | Nigeria                                                                    | Amichevole                                                                 | Jimmy Floyd Hasselbaink Marc Overmars 2 Patrick Kluivert Pierre van Hooijdonk  | Cap: F.de Boer                                                             |
| 13-6-1998                                                                  | Saint-Denis                                                                | Paesi Bassi                                                                | 0 – 0                                                                      | Belgio                                                                     | Mondiali 1998 - 1º turno                                                   | -                                                                              | Cap: F.de Boer                                                             |
| 20-6-1998                                                                  | Marsiglia                                                                  | Paesi Bassi                                                                | 5 – 0                                                                      | Corea del Sud                                                              | Mondiali 1998 - 1º turno                                                   | Phillip Cocu Marc Overmars Dennis Bergkamp Pierre van Hooijdonk Ronald de Boer | Cap: F.de Boer                                                             |
| 25-6-1998                                                                  | Saint-Etienne                                                              | Paesi Bassi                                                                | 2 – 2                                                                      | Messico                                                                    | Mondiali 1998 - 1º turno                                                   | Phillip Cocu Ronald de Boer                                                    | Cap: F.de Boer                                                             |
| 29-6-1998                                                                  | Tolosa                                                                     | Paesi Bassi                                                                | 2 – 1                                                                      | Jugoslavia                                                                 | Mondiali 1998 - Ottavi di finale                                           | Dennis Bergkamp Edgar Davids                                                   | Cap: F.de Boer                                                             |
| 4-7-1998                                                                   | Marsiglia                                                                  | Paesi Bassi                                                                | 2 – 1                                                                      | Argentina                                                                  | Mondiali 1998 - Quarti di finale                                           | Patrick Kluivert Dennis Bergkamp                                               | Cap: F.de Boer                                                             |
| 7-7-1998                                                                   | Marsiglia                                                                  | Brasile                                                                    | 1 – 1 dts (4 - 2 dtr)                                                      | Paesi Bassi                                                                | Mondiali 1998 - Semifinale                                                 | Patrick Kluivert                                                               | Cap: F.de Boer                                                             |
| 11-7-1998                                                                  | Parigi                                                                     | Paesi Bassi                                                                | 1 – 2                                                                      | Croazia                                                                    | Mondiali 1998 - Finale 3º posto                                            | Boudewijn Zenden                                                               | Cap: F.de Boer                                                             |
| Totale                                                                     |                                                                            | Presenze                                                                   | 38                                                                         |                                                                            | Reti                                                                       | 86                                                                             |                                                                            |

#### Nazionale sudcoreana
| Squadra       | Naz                      | dal             | al             | Record | Record | Record | Record     | Record | Record | Record | Record |
| G             | V                        | N               | P              | GF     | GS     | DR     | % Vittorie |        |        |        |        |
| ------------- | ------------------------ | --------------- | -------------- | ------ | ------ | ------ | ---------- | ------ | ------ | ------ | ------ |
| Corea del Sud | Corea del Sud (bandiera) | 1º gennaio 2001 | 30 luglio 2002 | 38     | 16     | 11     | 11         | 54     | 48     | +6     | 42,11  |

#### Panchine da commissario tecnico della nazionale sudcoreana
| Cronologia completa delle presenze e delle reti in nazionale ― Corea del Sud | Cronologia completa delle presenze e delle reti in nazionale ― Corea del Sud | Cronologia completa delle presenze e delle reti in nazionale ― Corea del Sud | Cronologia completa delle presenze e delle reti in nazionale ― Corea del Sud | Cronologia completa delle presenze e delle reti in nazionale ― Corea del Sud | Cronologia completa delle presenze e delle reti in nazionale ― Corea del Sud | Cronologia completa delle presenze e delle reti in nazionale ― Corea del Sud | Cronologia completa delle presenze e delle reti in nazionale ― Corea del Sud |
| Data                                                                         | Città                                                                        | In casa                                                                      | Risultato                                                                    | Ospiti                                                                       | Competizione                                                                 | Reti                                                                         | Note                                                                         |
| ---------------------------------------------------------------------------- | ---------------------------------------------------------------------------- | ---------------------------------------------------------------------------- | ---------------------------------------------------------------------------- | ---------------------------------------------------------------------------- | ---------------------------------------------------------------------------- | ---------------------------------------------------------------------------- | ---------------------------------------------------------------------------- |
| 24-1-2001                                                                    | Hong Kong                                                                    | Corea del Sud                                                                | 2 – 3                                                                        | Norvegia                                                                     | Amichevole                                                                   | Ko Jong-soo (rig.) Kim Yong-dae                                              | Cap: M.Hong                                                                  |
| 27-1-2001                                                                    | Hong Kong                                                                    | Corea del Sud                                                                | 1 – 1 dts (6 - 5 dtr)                                                        | Paraguay                                                                     | Amichevole                                                                   | Ko Jong-soo                                                                  | Cap: M.Hong                                                                  |
| 7-2-2001                                                                     | Marrakech                                                                    | Marocco                                                                      | 0 – 1                                                                        | Corea del Sud                                                                | Amichevole                                                                   | Yoo Sang-chul                                                                | Cap: M.Hong                                                                  |
| 11-2-2001                                                                    | Dubai                                                                        | Emirati Arabi Uniti                                                          | 1 – 4                                                                        | Corea del Sud                                                                | Amichevole                                                                   | Song Chong-gug Yoo Sang-chul Seol Ki-hyeon Ko Jong-soo                       | Cap: M.Hong                                                                  |
| 24-3-2001                                                                    | Il Cairo                                                                     | Corea del Sud                                                                | 1 – 0                                                                        | Iran                                                                         | Amichevole                                                                   | Kim Do-hoon (rig.)                                                           |                                                                              |
| 26-4-2001                                                                    | Il Cairo                                                                     | Corea del Sud                                                                | 2 – 1                                                                        | Egitto                                                                       | Amichevole                                                                   | Ha Seok-ju Ahn Jung-hwan                                                     |                                                                              |
| 25-5-2001                                                                    | Suwon                                                                        | Corea del Sud                                                                | 0 – 0                                                                        | Camerun                                                                      | Amichevole                                                                   | -                                                                            | Cap: M.Hong                                                                  |
| 30-5-2001                                                                    | Taegu                                                                        | Corea del Sud                                                                | 0 – 5                                                                        | Francia                                                                      | Conf. Cup 2001 - 1º Turno                                                    | -                                                                            | Cap: M.Hong                                                                  |
| 1-6-2001                                                                     | Ulsan                                                                        | Corea del Sud                                                                | 2 – 1                                                                        | Messico                                                                      | Conf. Cup 2001 - 1º Turno                                                    | Hwang Sun-hong Yoo Sang-chul                                                 | Cap: M.Hong                                                                  |
| 3-6-2001                                                                     | Suwon                                                                        | Corea del Sud                                                                | 1 – 0                                                                        | Australia                                                                    | Conf. Cup 2001 - 1º Turno                                                    | Hwang Sun-hong                                                               | Cap: M.Hong                                                                  |
| 15-8-2001                                                                    | Drnovice                                                                     | Rep. Ceca                                                                    | 5 – 0                                                                        | Corea del Sud                                                                | Amichevole                                                                   | -                                                                            |                                                                              |
| 13-9-2001                                                                    | Daejeon                                                                      | Corea del Sud                                                                | 2 – 2                                                                        | Nigeria                                                                      | Amichevole                                                                   | Lee Chun-soo Choi Yong-soo                                                   | W.Lee                                                                        |
| 16-9-2001                                                                    | Pusan                                                                        | Corea del Sud                                                                | 2 – 1                                                                        | Nigeria                                                                      | Amichevole                                                                   | Kim Do-hoon (rig.) Lee Dong-gook                                             |                                                                              |
| 8-11-2001                                                                    | Jeonju                                                                       | Corea del Sud                                                                | 0 – 1                                                                        | Senegal                                                                      | Amichevole                                                                   | -                                                                            | W.Lee                                                                        |
| 10-11-2001                                                                   | Seul                                                                         | Corea del Sud                                                                | 2 – 0                                                                        | Croazia                                                                      | Amichevole                                                                   | Choi Tae-uk Kim Nam-il                                                       | W.Lee                                                                        |
| 13-11-2001                                                                   | Gwangju                                                                      | Corea del Sud                                                                | 1 – 1                                                                        | Croazia                                                                      | Amichevole                                                                   | Choi Yong-soo                                                                | W.Lee                                                                        |
| 9-12-2001                                                                    | Jeju                                                                         | Corea del Sud                                                                | 1 – 0                                                                        | Stati Uniti                                                                  | Amichevole                                                                   | Yoo Sang-chul                                                                |                                                                              |
| 19-1-2002                                                                    | Los Angeles                                                                  | Stati Uniti                                                                  | 2 – 1                                                                        | Corea del Sud                                                                | Gold Cup 2002 - 1º Turno                                                     | Song Chong-gug                                                               | Cap: W.Lee                                                                   |
| 22-1-2002                                                                    | Los Angeles                                                                  | Corea del Sud                                                                | 0 – 0                                                                        | Cuba                                                                         | Gold Cup 2002 - 1º Turno                                                     | -                                                                            |                                                                              |
| 27-1-2002                                                                    | Los Angeles                                                                  | Messico                                                                      | 0 – 0 dts (2 - 4 dtr)                                                        | Corea del Sud                                                                | Gold Cup 2002 - Quarti di finale                                             | -                                                                            | Cap: W.Lee                                                                   |
| 30-1-2002                                                                    | Los Angeles                                                                  | Corea del Sud                                                                | 1 – 3                                                                        | Costa Rica                                                                   | Gold Cup 2002 - Semifinale                                                   | Choi Jin-cheul                                                               |                                                                              |
| 2-2-2002                                                                     | Los Angeles                                                                  | Canada                                                                       | 2 – 1                                                                        | Corea del Sud                                                                | Gold Cup 2002 - Finale 3º posto                                              | Kim Do-hoon                                                                  | Cap: W.Lee                                                                   |
| 13-2-2002                                                                    | Montevideo                                                                   | Uruguay                                                                      | 2 – 1                                                                        | Corea del Sud                                                                | Amichevole                                                                   | Kim Do-hoon                                                                  | Cap: W.Lee                                                                   |
| 13-3-2002                                                                    | Radès                                                                        | Tunisia                                                                      | 0 – 0                                                                        | Corea del Sud                                                                | Amichevole                                                                   | -                                                                            | Cap: M.Hong                                                                  |
| 20-3-2002                                                                    | Cartagena                                                                    | Corea del Sud                                                                | 2 – 0                                                                        | Finlandia                                                                    | Amichevole                                                                   | 2 Hwang Sun-hong                                                             | Cap: M.Hong                                                                  |
| 26-3-2002                                                                    | Bochum                                                                       | Corea del Sud                                                                | 0 – 0                                                                        | Turchia                                                                      | Amichevole                                                                   | -                                                                            | Cap: M.Hong                                                                  |
| 20-4-2002                                                                    | Taegu                                                                        | Corea del Sud                                                                | 2 – 0                                                                        | Costa Rica                                                                   | Amichevole                                                                   | Cha Du-ri Choi Tae-uk                                                        | Cap: M.Hong                                                                  |
| 27-4-2002                                                                    | Incheon                                                                      | Corea del Sud                                                                | 0 – 0                                                                        | Cina                                                                         | Amichevole                                                                   | -                                                                            | Cap: M.Hong                                                                  |
| 16-5-2002                                                                    | Pusan                                                                        | Corea del Sud                                                                | 4 – 1                                                                        | Scozia                                                                       | Amichevole                                                                   | Lee Chun-soo 2 Ahn Jung-hwan Yoon Jong-hwan                                  | Cap: M.Hong                                                                  |
| 21-5-2002                                                                    | Jeonju                                                                       | Corea del Sud                                                                | 1 – 1                                                                        | Inghilterra                                                                  | Amichevole                                                                   | Park Ji-sung                                                                 | Cap: M.Hong                                                                  |
| 26-5-2002                                                                    | Suwon                                                                        | Corea del Sud                                                                | 2 – 3                                                                        | Francia                                                                      | Amichevole                                                                   | Park Ji-sung Seol Ki-hyeon                                                   | Cap: M.Hong                                                                  |
| 4-6-2002                                                                     | Pusan                                                                        | Corea del Sud                                                                | 2 – 0                                                                        | Polonia                                                                      | Mondiali 2002 - 1º Turno                                                     | Hwang Sun-hong Yoo Sang-chul                                                 | Cap: M.Hong                                                                  |
| 10-6-2002                                                                    | Taegu                                                                        | Corea del Sud                                                                | 1 – 1                                                                        | Stati Uniti                                                                  | Mondiali 2002 - 1º Turno                                                     | Ahn Jung-hwan                                                                | Cap: M.Hong                                                                  |
| 14-6-2002                                                                    | Incheon                                                                      | Portogallo                                                                   | 0 – 1                                                                        | Corea del Sud                                                                | Mondiali 2002 - 1º Turno                                                     | Park Ji-sung                                                                 | Cap: M.Hong                                                                  |
| 18-6-2002                                                                    | Daejeon                                                                      | Corea del Sud                                                                | 2 – 1 gg                                                                     | Italia                                                                       | Mondiali 2002 - Ottavi di finale                                             | Seol Ki-hyeon Ahn Jung-hwan                                                  | Cap: M.Hong                                                                  |
| 22-6-2002                                                                    | Gwangju                                                                      | Spagna                                                                       | 0 – 0 dts (3 - 5 dtr)                                                        | Corea del Sud                                                                | Mondiali 2002 - Quarti di finale                                             | -                                                                            | Cap: M.Hong                                                                  |
| 25-6-2002                                                                    | Seul                                                                         | Germania                                                                     | 1 – 0                                                                        | Corea del Sud                                                                | Mondiali 2002 - Semifinale                                                   | -                                                                            | Cap: M.Hong                                                                  |
| 29-6-2002                                                                    | Taegu                                                                        | Corea del Sud                                                                | 2 – 3                                                                        | Turchia                                                                      | Mondiali 2002 - Finale 3º posto                                              | Lee Eul-yong Song Chong-gug                                                  | Cap: M.Hong                                                                  |
| Totale                                                                       |                                                                              | Presenze                                                                     | 38                                                                           |                                                                              | Reti                                                                         | 54                                                                           |                                                                              |

#### Nazionale australiana
| Squadra   | Naz                  | dal            | al             | Record | Record | Record | Record     | Record | Record | Record | Record |
| G         | V                    | N              | P              | GF     | GS     | DR     | % Vittorie |        |        |        |        |
| --------- | -------------------- | -------------- | -------------- | ------ | ------ | ------ | ---------- | ------ | ------ | ------ | ------ |
| Australia | Australia (bandiera) | 22 luglio 2005 | 31 luglio 2006 | 12     | 7      | 2      | 3          | 28     | 12     | +16    | 58,33  |

#### Panchine da commissario tecnico della nazionale australiana
| Cronologia completa delle presenze e delle reti in nazionale ― Australia | Cronologia completa delle presenze e delle reti in nazionale ― Australia | Cronologia completa delle presenze e delle reti in nazionale ― Australia | Cronologia completa delle presenze e delle reti in nazionale ― Australia | Cronologia completa delle presenze e delle reti in nazionale ― Australia | Cronologia completa delle presenze e delle reti in nazionale ― Australia | Cronologia completa delle presenze e delle reti in nazionale ― Australia               | Cronologia completa delle presenze e delle reti in nazionale ― Australia |
| Data                                                                     | Città                                                                    | In casa                                                                  | Risultato                                                                | Ospiti                                                                   | Competizione                                                             | Reti                                                                                   | Note                                                                     |
| ------------------------------------------------------------------------ | ------------------------------------------------------------------------ | ------------------------------------------------------------------------ | ------------------------------------------------------------------------ | ------------------------------------------------------------------------ | ------------------------------------------------------------------------ | -------------------------------------------------------------------------------------- | ------------------------------------------------------------------------ |
| 3-9-2005                                                                 | Sydney                                                                   | Australia                                                                | 7 – 0                                                                    | Isole Salomone                                                           | Qual. Mondiali 2006                                                      | Jason Culina 2 Mark Viduka Tim Cahill Scott Chipperfield Archie Thompson Brett Emerton | Cap: M.Viduka                                                            |
| 6-9-2005                                                                 | Honiara                                                                  | Isole Salomone                                                           | 1 – 2                                                                    | Australia                                                                | Qual. Mondiali 2006                                                      | Archie Thompson Brett Emerton                                                          | Cap: M.Viduka                                                            |
| 9-10-2005                                                                | Londra                                                                   | Australia                                                                | 5 – 0                                                                    | Giamaica                                                                 | Amichevole                                                               | Mark Bresciano Archie Thompson Mark Viduka John Aloisi Joel Griffiths                  | Cap: M.Viduka                                                            |
| 12-11-2005                                                               | Montevideo                                                               | Uruguay                                                                  | 1 – 0                                                                    | Australia                                                                | Qual. Mondiali 2006                                                      | -                                                                                      | Cap: M.Viduka                                                            |
| 16-11-2005                                                               | Sydney                                                                   | Australia                                                                | 1 – 0 dts (4 - 2 dtr)                                                    | Uruguay                                                                  | Qual. Mondiali 2006                                                      | Mark Bresciano                                                                         | Cap: M.Viduka                                                            |
| 25-5-2006                                                                | Adelaide                                                                 | Australia                                                                | 1 – 0                                                                    | Grecia                                                                   | Amichevole                                                               | Josip Skoko                                                                            | Cap: M.Viduka                                                            |
| 4-6-2006                                                                 | Rotterdam                                                                | Paesi Bassi                                                              | 1 – 1                                                                    | Australia                                                                | Amichevole                                                               | Tim Cahill                                                                             | Cap: M.Viduka                                                            |
| 7-6-2006                                                                 | Ulm                                                                      | Liechtenstein                                                            | 1 – 3                                                                    | Australia                                                                | Amichevole                                                               | Mile Sterjovski Joshua Kennedy John Aloisi                                             | Cap: C.Moore                                                             |
| 12-6-2006                                                                | Kaiserslautern                                                           | Australia                                                                | 3 – 1                                                                    | Giappone                                                                 | Mondiali 2006 - 1º Turno                                                 | 2 Tim Cahill John Aloisi                                                               | Cap: M.Viduka                                                            |
| 18-6-2006                                                                | Monaco di Baviera                                                        | Brasile                                                                  | 2 – 0                                                                    | Australia                                                                | Mondiali 2006 - 1º Turno                                                 | -                                                                                      | Cap: M.Viduka                                                            |
| 22-6-2006                                                                | Stoccarda                                                                | Croazia                                                                  | 2 – 2                                                                    | Australia                                                                | Mondiali 2006 - 1º Turno                                                 | Craig Moore (rig.) Harry Kewell                                                        | Cap: M.Viduka                                                            |
| 26-6-2006                                                                | Kaiserslautern                                                           | Italia                                                                   | 1 – 0                                                                    | Australia                                                                | Mondiali 2006 - Ottavi di finale                                         | -                                                                                      | Cap: M.Viduka                                                            |
| Totale                                                                   |                                                                          | Presenze                                                                 | 12                                                                       |                                                                          | Reti                                                                     | 28                                                                                     |                                                                          |

#### Nazionale russa
| Squadra | Naz               | dal            | al             | Record | Record | Record | Record     | Record | Record | Record | Record |
| G       | V                 | N              | P              | GF     | GS     | DR     | % Vittorie |        |        |        |        |
| ------- | ----------------- | -------------- | -------------- | ------ | ------ | ------ | ---------- | ------ | ------ | ------ | ------ |
| Russia  | Russia (bandiera) | 30 agosto 2006 | 30 giugno 2010 | 38     | 21     | 7      | 10         | 62     | 38     | +24    | 55,26  |

#### Panchine da commissario tecnico della nazionale russa
| Cronologia completa delle presenze e delle reti in nazionale ― Russia | Cronologia completa delle presenze e delle reti in nazionale ― Russia | Cronologia completa delle presenze e delle reti in nazionale ― Russia | Cronologia completa delle presenze e delle reti in nazionale ― Russia | Cronologia completa delle presenze e delle reti in nazionale ― Russia | Cronologia completa delle presenze e delle reti in nazionale ― Russia | Cronologia completa delle presenze e delle reti in nazionale ― Russia                                                    | Cronologia completa delle presenze e delle reti in nazionale ― Russia |
| Data                                                                  | Città                                                                 | In casa                                                               | Risultato                                                             | Ospiti                                                                | Competizione                                                          | Reti | Note                                                                  |
| --------------------------------------------------------------------- | --------------------------------------------------------------------- | --------------------------------------------------------------------- | --------------------------------------------------------------------- | --------------------------------------------------------------------- | --------------------------------------------------------------------- | --- | --------------------------------------------------------------------- |
| 6-9-2006                                                              | Mosca                                                                 | Russia                                                                | 0 – 0                                                                 | Croazia                                                               | Qual. Euro 2008                                                       | - | Cap: E.Aldonin                                                        |
| 7-10-2006                                                             | Mosca                                                                 | Russia                                                                | 1 – 1                                                                 | Israele                                                               | Qual. Euro 2008                                                       | Andrey Arshavin | Cap: E.Aldonin                                                        |
| 11-10-2006                                                            | San Pietroburgo                                                       | Russia                                                                | 2 – 0                                                                 | Estonia                                                               | Qual. Euro 2008                                                       | Pavel Pogrebnyak Dmitri Sychev                                                                                           | Cap: E.Aldonin                                                        |
| 15-11-2006                                                            | Skopje                                                                | Macedonia                                                             | 0 – 2                                                                 | Russia                                                                | Qual. Euro 2008                                                       | Vladimir Bystrov Andrey Arshavin                                                                                         | Cap: E.Titov                                                          |
| 7-2-2007                                                              | Amsterdam                                                             | Paesi Bassi                                                           | 4 – 1                                                                 | Russia                                                                | Amichevole                                                            | Vladimir Bystrov | Cap: E.Titov                                                          |
| 24-3-2007                                                             | Tallinn                                                               | Estonia                                                               | 0 – 2                                                                 | Russia                                                                | Qual. Euro 2008                                                       | 2 Aleksandr Kerzhakov | Cap: A.Arshavin                                                       |
| 2-6-2007                                                              | San Pietroburgo                                                       | Russia                                                                | 4 – 0                                                                 | Andorra                                                               | Qual. Euro 2008                                                       | 3 Aleksandr Kerzhakov Dmitri Sychev                                                                                      | Cap: A.Arshavin                                                       |
| 6-6-2007                                                              | Zagabria                                                              | Croazia                                                               | 0 – 0                                                                 | Russia                                                                | Qual. Euro 2008                                                       | - | Cap: A.Arshavin                                                       |
| 22-8-2007                                                             | Mosca                                                                 | Russia                                                                | 2 – 2                                                                 | Polonia                                                               | Amichevole                                                            | Dmitri Sychev Roman Pavlyuchenko                                                                                         | Cap: A.Arshavin                                                       |
| 8-9-2007                                                              | Mosca                                                                 | Russia                                                                | 3 – 0                                                                 | Macedonia                                                             | Qual. Euro 2008                                                       | Vasili Berezutski Aleksandr Kerzhakov Andrey Arshavin                                                                    | Cap: A.Arshavin                                                       |
| 12-9-2007                                                             | Londra                                                                | Inghilterra                                                           | 3 – 0                                                                 | Russia                                                                | Qual. Euro 2008                                                       | - | Cap: A.Arshavin                                                       |
| 17-10-2007                                                            | Mosca                                                                 | Russia                                                                | 2 – 1                                                                 | Inghilterra                                                           | Qual. Euro 2008                                                       | 2 Roman Pavlyuchenko 1 (rig.)                                                                                            | Cap: A.Arshavin                                                       |
| 17-11-2007                                                            | Ramat Gan                                                             | Israele                                                               | 2 – 1                                                                 | Russia                                                                | Qual. Euro 2008                                                       | Diniyar Bilyaletdinov | Cap: A.Arshavin                                                       |
| 21-11-2007                                                            | Andorra la Vella                                                      | Andorra                                                               | 0 – 1                                                                 | Russia                                                                | Qual. Euro 2008                                                       | Dmitri Sychev | Cap: A.Arshavin                                                       |
| 26-3-2008                                                             | Bucarest                                                              | Romania                                                               | 3 – 0                                                                 | Russia                                                                | Amichevole                                                            | - |                                                                       |
| 23-5-2008                                                             | Mosca                                                                 | Russia                                                                | 6 – 0                                                                 | Kazakistan                                                            | Amichevole                                                            | Pavel Pogrebnyak (rig.) Vladimir Bystrov Konstantin Zyryanov Diniyar Bilyaletdinov (rig.) Dmitri Torbinski Dmitri Sychev | Cap: S.Semak                                                          |
| 28-5-2008                                                             | Burghausen                                                            | Serbia                                                                | 1 – 2                                                                 | Russia                                                                | Amichevole                                                            | Pavel Pogrebnyak Roman Pavlyuchenko                                                                                      | Cap: S.Semak                                                          |
| 4-6-2008                                                              | Burghausen                                                            | Lituania                                                              | 1 – 4                                                                 | Russia                                                                | Amichevole                                                            | Konstantin Zyryanov Andrey Arshavin Roman Pavlyuchenko Vladimir Bystrov                                                  | Cap: S.Semak                                                          |
| 10-6-2008                                                             | Innsbruck                                                             | Russia                                                                | 1 – 4                                                                 | Spagna                                                                | Euro 2008 - Fase a gironi                                             | Roman Pavlyuchenko | Cap: S.Semak                                                          |
| 14-6-2008                                                             | Wals-Siezenheim                                                       | Grecia                                                                | 0 – 1                                                                 | Russia                                                                | Euro 2008 - Fase a gironi                                             | Konstantin Zyryanov | Cap: S.Semak                                                          |
| 18-6-2008                                                             | Innsbruck                                                             | Russia                                                                | 2 – 0                                                                 | Svezia                                                                | Euro 2008 - Fase a gironi                                             | Roman Pavlyuchenko Andrey Arshavin                                                                                       | Cap: S.Semak                                                          |
| 21-6-2008                                                             | Basilea                                                               | Paesi Bassi                                                           | 1 – 3 dts                                                             | Russia                                                                | Euro 2008 - Quarti di finale                                          | Roman Pavlyuchenko Dmitri Torbinski Andrey Arshavin                                                                      | Cap: S.Semak                                                          |
| 26-6-2008                                                             | Vienna                                                                | Russia                                                                | 0 – 3                                                                 | Spagna                                                                | Euro 2008 - Semifinale                                                | - | Cap: S.Semak                                                          |
| 20-8-2008                                                             | Mosca                                                                 | Russia                                                                | 1 – 1                                                                 | Paesi Bassi                                                           | Amichevole                                                            | Konstantin Zyryanov (rig.)                                                                                               | Cap: S.Semak                                                          |
| 10-9-2008                                                             | Mosca                                                                 | Russia                                                                | 2 – 1                                                                 | Galles                                                                | Qual. Mondiali 2010                                                   | Roman Pavlyuchenko (rig.) Pavel Pogrebnyak                                                                               | Cap: S.Semak                                                          |
| 11-10-2008                                                            | Dortmund                                                              | Germania                                                              | 2 – 1                                                                 | Russia                                                                | Qual. Mondiali 2010                                                   | Andrey Arshavin | Cap: S.Semak                                                          |
| 15-10-2008                                                            | Mosca                                                                 | Russia                                                                | 3 – 0                                                                 | Finlandia                                                             | Qual. Mondiali 2010                                                   | 2 autorete Andrey Arshavin                                                                                               | Cap: S.Semak                                                          |
| 28-3-2009                                                             | Mosca                                                                 | Russia                                                                | 2 – 0                                                                 | Azerbaigian                                                           | Qual. Mondiali 2010                                                   | Roman Pavlyuchenko Konstantin Zyryanov                                                                                   | Cap: S.Semak                                                          |
| 1-4-2009                                                              | Vaduz                                                                 | Liechtenstein                                                         | 0 – 1                                                                 | Russia                                                                | Qual. Mondiali 2010                                                   | Konstantin Zyryanov | Cap: A.Arshavin                                                       |
| 10-6-2009                                                             | Helsinki                                                              | Finlandia                                                             | 0 – 3                                                                 | Russia                                                                | Qual. Mondiali 2010                                                   | 2 Aleksandr Kerzhakov Konstantin Zyryanov                                                                                | Cap: A.Arshavin                                                       |
| 12-8-2009                                                             | Mosca                                                                 | Russia                                                                | 2 – 3                                                                 | Argentina                                                             | Amichevole                                                            | Igor Semshov Roman Pavlyuchenko                                                                                          | Cap: S.Semak                                                          |
| 5-9-2009                                                              | San Pietroburgo                                                       | Russia                                                                | 3 – 0                                                                 | Liechtenstein                                                         | Qual. Mondiali 2010                                                   | Vasili Berezutski 2 Roman Pavlyuchenko 2 (rig.)                                                                          | Cap: S.Semak                                                          |
| 9-9-2009                                                              | Cardiff                                                               | Galles                                                                | 1 – 3                                                                 | Russia                                                                | Qual. Mondiali 2010                                                   | Igor Semshov Sergey Ignashevich Roman Pavlyuchenko                                                                       | Cap: A.Arshavin                                                       |
| 10-10-2009                                                            | Mosca                                                                 | Russia                                                                | 0 – 1                                                                 | Germania                                                              | Qual. Mondiali 2010                                                   | - | Cap: A.Arshavin                                                       |
| 14-10-2009                                                            | Baku                                                                  | Azerbaigian                                                           | 1 – 1                                                                 | Russia                                                                | Qual. Mondiali 2010                                                   | Andrey Arshavin | Cap: A.Arshavin                                                       |
| 14-11-2009                                                            | Mosca                                                                 | Russia                                                                | 2 – 1                                                                 | Slovenia                                                              | Qual. Mondiali 2010                                                   | 2 Diniyar Bilyaletdinov                                                                                                  | Cap: A.Arshavin                                                       |
| 18-11-2009                                                            | Maribor                                                               | Slovenia                                                              | 1 – 0                                                                 | Russia                                                                | Qual. Mondiali 2010                                                   | - | Cap: A.Arshavin                                                       |
| 3-3-2010                                                              | Győr                                                                  | Ungheria                                                              | 1 – 1                                                                 | Russia                                                                | Amichevole                                                            | Diniyar Bilyaletdinov | Cap: S.Semak                                                          |
| Totale                                                                |                                                                       | Presenze                                                              | 38                                                                    |                                                                       | Reti                                                                  | 65 |                                                                       |

#### Nazionale turca
| Squadra | Naz                | dal            | al               | Record | Record | Record | Record     | Record | Record | Record | Record |
| G       | V                  | N              | P                | GF     | GS     | DR     | % Vittorie |        |        |        |        |
| ------- | ------------------ | -------------- | ---------------- | ------ | ------ | ------ | ---------- | ------ | ------ | ------ | ------ |
| Turchia | Turchia (bandiera) | 1º agosto 2010 | 11 novembre 2011 | 16     | 7      | 4      | 5          | 18     | 15     | +3     | 43,75  |

#### Panchine da commissario tecnico della nazionale turca
| Cronologia completa delle presenze e delle reti in nazionale ― Turchia | Cronologia completa delle presenze e delle reti in nazionale ― Turchia | Cronologia completa delle presenze e delle reti in nazionale ― Turchia | Cronologia completa delle presenze e delle reti in nazionale ― Turchia | Cronologia completa delle presenze e delle reti in nazionale ― Turchia | Cronologia completa delle presenze e delle reti in nazionale ― Turchia | Cronologia completa delle presenze e delle reti in nazionale ― Turchia | Cronologia completa delle presenze e delle reti in nazionale ― Turchia |
| Data                                                                   | Città                                                                  | In casa                                                                | Risultato                                                              | Ospiti                                                                 | Competizione                                                           | Reti                                                                   | Note                                                                   |
| ---------------------------------------------------------------------- | ---------------------------------------------------------------------- | ---------------------------------------------------------------------- | ---------------------------------------------------------------------- | ---------------------------------------------------------------------- | ---------------------------------------------------------------------- | ---------------------------------------------------------------------- | ---------------------------------------------------------------------- |
| 11-8-2010                                                              | Istanbul                                                               | Turchia                                                                | 2 – 0                                                                  | Romania                                                                | Amichevole                                                             | Emre Arda Turan                                                        | Cap: Emre                                                              |
| 3-9-2010                                                               | Astana                                                                 | Kazakistan                                                             | 0 – 3                                                                  | Turchia                                                                | Qual. Euro 2012                                                        | Arda Turan Hamit Altintop Nihat Kahveci                                | Cap: Emre                                                              |
| 7-9-2010                                                               | Istanbul                                                               | Turchia                                                                | 3 – 2                                                                  | Belgio                                                                 | Qual. Euro 2012                                                        | Hamit Altintop Semih Senturk Arda Turan                                | Cap: Emre                                                              |
| 8-10-2010                                                              | Berlino                                                                | Germania                                                               | 3 – 0                                                                  | Turchia                                                                | Qual. Euro 2012                                                        | -                                                                      | Cap: Emre                                                              |
| 12-10-2010                                                             | Baku                                                                   | Azerbaigian                                                            | 1 – 0                                                                  | Turchia                                                                | Qual. Euro 2012                                                        | -                                                                      | Cap: Emre                                                              |
| 17-11-2020                                                             | Amsterdam                                                              | Paesi Bassi                                                            | 1 – 0                                                                  | Turchia                                                                | Amichevole                                                             | -                                                                      | Cap: H.Altintop                                                        |
| 9-2-2011                                                               | Trebisonda                                                             | Turchia                                                                | 0 – 0                                                                  | Corea del Sud                                                          | Amichevole                                                             | -                                                                      | Cap: Emre                                                              |
| 29-3-2011                                                              | Istanbul                                                               | Turchia                                                                | 2 – 0                                                                  | Austria                                                                | Qual. Euro 2012                                                        | Arda Turan Gökhan Gönül                                                | Cap: H.Altintop                                                        |
| 3-6-2011                                                               | Bruxelles                                                              | Belgio                                                                 | 1 – 1                                                                  | Turchia                                                                | Qual. Euro 2012                                                        | Burak Yilmaz                                                           | Cap: Emre                                                              |
| 10-8-2011                                                              | Istanbul                                                               | Turchia                                                                | 3 – 0                                                                  | Estonia                                                                | Amichevole                                                             | Emre (rig.) 2 Kazim Kazim                                              | Cap: Emre                                                              |
| 2-9-2011                                                               | Istanbul                                                               | Turchia                                                                | 2 – 1                                                                  | Kazakistan                                                             | Qual. Euro 2012                                                        | Burak Yilmaz Arda Turan                                                | Cap: Emre                                                              |
| 6-9-2011                                                               | Vienna                                                                 | Austria                                                                | 0 – 0                                                                  | Turchia                                                                | Qual. Euro 2012                                                        | -                                                                      | Cap: S.Cetin                                                           |
| 7-10-2011                                                              | Istanbul                                                               | Turchia                                                                | 1 – 3                                                                  | Germania                                                               | Qual. Euro 2012                                                        | Hakan Balta                                                            | Cap: H.Altintop                                                        |
| 11-10-2011                                                             | Istanbul                                                               | Turchia                                                                | 1 – 0                                                                  | Azerbaigian                                                            | Qual. Euro 2012                                                        | Burak Yilmaz                                                           | Cap: Emre                                                              |
| 11-11-2011                                                             | Istanbul                                                               | Turchia                                                                | 0 – 3                                                                  | Croazia                                                                | Qual. Euro 2012                                                        | -                                                                      | Cap: Emre                                                              |
| 15-11-2011                                                             | Zagabria                                                               | Croazia                                                                | 0 – 0                                                                  | Turchia                                                                | Qual. Euro 2012                                                        | -                                                                      | Cap: H.Altintop                                                        |
| Totale                                                                 |                                                                        | Presenze                                                               | 16                                                                     |                                                                        | Reti                                                                   | 18                                                                     |                                                                        |

#### Nazionale olandese 2º mandato
| Squadra     | Naz                    | dal            | al             | Record | Record | Record | Record     | Record | Record | Record | Record |
| G           | V                      | N              | P              | GF     | GS     | DR     | % Vittorie |        |        |        |        |
| ----------- | ---------------------- | -------------- | -------------- | ------ | ------ | ------ | ---------- | ------ | ------ | ------ | ------ |
| Paesi Bassi | Paesi Bassi (bandiera) | 1º agosto 2014 | 30 giugno 2015 | 10     | 4      | 1      | 5          | 20     | 15     | +5     | 40,00  |

#### Panchine da commissario tecnico della nazionale olandese
| Cronologia completa delle presenze e delle reti in nazionale ― Paesi Bassi | Cronologia completa delle presenze e delle reti in nazionale ― Paesi Bassi | Cronologia completa delle presenze e delle reti in nazionale ― Paesi Bassi | Cronologia completa delle presenze e delle reti in nazionale ― Paesi Bassi | Cronologia completa delle presenze e delle reti in nazionale ― Paesi Bassi | Cronologia completa delle presenze e delle reti in nazionale ― Paesi Bassi | Cronologia completa delle presenze e delle reti in nazionale ― Paesi Bassi | Cronologia completa delle presenze e delle reti in nazionale ― Paesi Bassi |
| Data                                                                       | Città                                                                      | In casa                                                                    | Risultato                                                                  | Ospiti                                                                     | Competizione                                                               | Reti                                                                       | Note                                                                       |
| -------------------------------------------------------------------------- | -------------------------------------------------------------------------- | -------------------------------------------------------------------------- | -------------------------------------------------------------------------- | -------------------------------------------------------------------------- | -------------------------------------------------------------------------- | -------------------------------------------------------------------------- | -------------------------------------------------------------------------- |
| 4-9-2014                                                                   | Bari                                                                       | Italia                                                                     | 2 – 0                                                                      | Paesi Bassi                                                                | Amichevole                                                                 | -                                                                          | Cap: R.Van Persie                                                          |
| 9-9-2014                                                                   | Praga                                                                      | Rep. Ceca                                                                  | 2 – 1                                                                      | Paesi Bassi                                                                | Qual. Euro 2016                                                            | Stefan de Vrij                                                             | Cap: R.Van Persie                                                          |
| 10-10-2014                                                                 | Amsterdam                                                                  | Paesi Bassi                                                                | 3 – 1                                                                      | Kazakistan                                                                 | Qual. Euro 2016                                                            | Klaas-Jan Huntelaar Ibrahim Afellay Robin van Persie (rig.)                | Cap: R.Van Persie                                                          |
| 13-10-2014                                                                 | Reykjavík                                                                  | Islanda                                                                    | 2 – 0                                                                      | Paesi Bassi                                                                | Qual. Euro 2016                                                            | -                                                                          | Cap: R.Van Persie                                                          |
| 12-11-2014                                                                 | Amsterdam                                                                  | Paesi Bassi                                                                | 2 – 3                                                                      | Messico                                                                    | Amichevole                                                                 | Wesley Sneijder Daley Blind                                                | Cap: A.Robben                                                              |
| 16-11-2014                                                                 | Amsterdam                                                                  | Paesi Bassi                                                                | 6 – 0                                                                      | Lettonia                                                                   | Qual. Euro 2016                                                            | Robin van Persie 2 Arjen Robben 2 Klaas-Jan Huntelaar Jeffrey Bruma        | Cap: R.Van Persie                                                          |
| 28-3-2015                                                                  | Amsterdam                                                                  | Paesi Bassi                                                                | 1 – 1                                                                      | Turchia                                                                    | Qual. Euro 2016                                                            | Klaas-Jan Huntelaar                                                        | Cap: W.Sneijder                                                            |
| 31-3-2015                                                                  | Amsterdam                                                                  | Paesi Bassi                                                                | 2 – 0                                                                      | Spagna                                                                     | Amichevole                                                                 | Stefan de Vrij Davy Klaassen                                               | Cap: W.Sneijder                                                            |
| 5-6-2015                                                                   | Amsterdam                                                                  | Paesi Bassi                                                                | 3 – 4                                                                      | Stati Uniti                                                                | Amichevole                                                                 | 2 Klaas-Jan Huntelaar Memphis Depay                                        | Cap: R.Van Persie                                                          |
| 12-6-2015                                                                  | Riga                                                                       | Lettonia                                                                   | 0 – 2                                                                      | Paesi Bassi                                                                | Qual. Euro 2016                                                            | Georginio Wijnaldum Luciano Narsingh                                       | Cap: R.Van Persie                                                          |
| Totale                                                                     |                                                                            | Presenze                                                                   | 10                                                                         |                                                                            | Reti                                                                       | 20                                                                         |                                                                            |

#### Nazionale curaçuense
| Squadra | Naz                | dal               | al               | Record | Record | Record | Record     | Record | Record | Record | Record |
| G       | V                  | N                 | P                | GF     | GS     | DR     | % Vittorie |        |        |        |        |
| ------- | ------------------ | ----------------- | ---------------- | ------ | ------ | ------ | ---------- | ------ | ------ | ------ | ------ |
| Curaçao | Curaçao (bandiera) | 1º settembre 2020 | 9 settembre 2021 | 6      | 3      | 2      | 1          | 16     | 3      | +13    | 50,00  |

#### Panchine da commissario tecnico della nazionale curaçuense
| Cronologia completa delle presenze e delle reti in nazionale ― Curaçao | Cronologia completa delle presenze e delle reti in nazionale ― Curaçao | Cronologia completa delle presenze e delle reti in nazionale ― Curaçao | Cronologia completa delle presenze e delle reti in nazionale ― Curaçao | Cronologia completa delle presenze e delle reti in nazionale ― Curaçao | Cronologia completa delle presenze e delle reti in nazionale ― Curaçao | Cronologia completa delle presenze e delle reti in nazionale ― Curaçao                    | Cronologia completa delle presenze e delle reti in nazionale ― Curaçao |
| Data                                                                   | Città                                                                  | In casa                                                                | Risultato                                                              | Ospiti                                                                 | Competizione                                                           | Reti                                                                                      | Note                                                                   |
| ---------------------------------------------------------------------- | ---------------------------------------------------------------------- | ---------------------------------------------------------------------- | ---------------------------------------------------------------------- | ---------------------------------------------------------------------- | ---------------------------------------------------------------------- | ----------------------------------------------------------------------------------------- | ---------------------------------------------------------------------- |
| 25-3-2021                                                              | Willemstad                                                             | Curaçao                                                                | 5 – 0                                                                  | Saint Vincent e Grenadine                                              | Qual. Mondiali 2022                                                    | 2 Juninho Bacuna Anthony van den Hurk Jarchinio Antonia Elson Hooi                        | Cap: C.Martina                                                         |
| 28-3-2021                                                              | Guatemala City                                                         | Cuba                                                                   | 1 – 2                                                                  | Curaçao                                                                | Qual. Mondiali 2022                                                    | Leandro Bacuna Charlison Benschop                                                         | Cap: C.Martina                                                         |
| 5-6-2021                                                               | Guatemala City                                                         | Isole Vergini Britanniche                                              | 0 – 8                                                                  | Curaçao                                                                | Qual. Mondiali 2022                                                    | Brandley Kuwas 2 Michael Maria Leandro Bacuna 2 Charlison Benschop 1 (rig.) 2 Kenji Gorré | Cap: C.Martina                                                         |
| 9-6-2021                                                               | Willemstad                                                             | Curaçao                                                                | 0 – 0                                                                  | Guatemala                                                              | Qual. Mondiali 2022                                                    | -                                                                                         | Cap: C.Martina                                                         |
| 13-6-2021                                                              | Panama                                                                 | Panama                                                                 | 2 – 1                                                                  | Curaçao                                                                | Qual. Mondiali 2022                                                    | Rangelo Janga                                                                             | Cap: C.Martina                                                         |
| 16-6-2021                                                              | Willemstad                                                             | Curaçao                                                                | 0 – 0                                                                  | Panama                                                                 | Qual. Mondiali 2022                                                    | -                                                                                         | Cap: C.Martina                                                         |
| Totale                                                                 |                                                                        | Presenze                                                               | 6                                                                      |                                                                        | Reti                                                                   | 16                                                                                        |                                                                        |

## Palmarès

### Giocatore
- Tweede divisie: 1

De Graafschap: 1968-1969

### Allenatore

#### Club

##### Competizioni nazionali
- Campionato olandese: 6  (record)

PSV Eindhoven: 1986-1987, 1987-1988, 1988-1989, 2002-2003, 2004-2005, 2005-2006
- Coppa dei Paesi Bassi: 4  (record)

PSV Eindhoven: 1987-1988, 1988-1989, 1989-1990, 2004-2005
- Supercoppa dei Paesi Bassi: 1

PSV Eindhoven: 2003
- Coppa d'Inghilterra: 1

Chelsea: 2008-2009

##### Competizioni internazionali
- Coppa dei Campioni: 1

PSV Eindhoven: 1987-1988
- Coppa Intercontinentale: 1

Real Madrid: 1998

#### Individuale
- Rinus Michels Award: 2

2005, 2006